# Balun-vonal
A Balun-vonal két azonos hosszúságú és tulajdonságú tápvonal, amelyek az egyik végükön sorba, a másik végükön párhuzamosan vannak összekapcsolva. Ezt az eszközt elterjedten használják antennaillesztőként.

## Felépítése, működése
Balun-vonal létrehozható párhuzamos érpárból:
vagy koaxiális kábelből:
A balun-vonal 1. pontjához szimmtrikus táplálású eszköz csatlakoztatható, a 2. pontjához pedig aszimmetrikus eszköz.
Mivel az 1. ponton soros kapcsolás, a 2. ponton párhuzamos kapcsolás van, így a két pont ellenállásértékei a következőképp alakulnak:
{\displaystyle Z_{1}=2Z_{0}}
{\displaystyle Z_{2}={\frac {Z_{0}}{2}}}
Ennek következtében a balun-vonal transzformátorként is működik:
{\displaystyle N={\frac {\frac {Z_{0}}{2}}{2Z_{0}}}={\frac {Z_{0}}{2}}{\frac {1}{2Z_{0}}}={\frac {1}{4}}}
- Z0 - a balun-vonalként használt tápvonal hullámimpedanciája (Ω)
- Z1 - az 1. ponton mérhető impedancia (Ω)
- Z2 - a 2. ponton mérhető impedancia (Ω)
- N - impedancia áttétel

Hosszabb üzemi hullámhosszon jóval gazdaságosabb, ha a balun-vonalat vasmagra felcsévéljük, ugyanis így jelentősen rövidebb tápvonalat kell felhasználni.  Különösen előnyös ferritgyűrűre feltekerni.  Ebben az esetben a felhasznált kábelhossz a következőképp módosul:
{\displaystyle l_{b}={\frac {k\lambda }{4\mu _{0}}}}
- lb - a balun-vonal hossza (m)
- k - a kábel rövidülési tényezője (katalógusban megadott érték)
- λ - az üzemi hullámhossz (m)
- μ0 - a ferritgyűrű permeabilitása (katalógusban megadott érték)

## Gyakorlati jelentősége
A balun-vonal csak egy keskeny frekvenciatartományban üzemel gazdaságosan. Adóberendezésekhez történő illesztésnél 5 -10 % körüli frekvenciaeltéréssel még üzembiztos, így ha egy sáv közepére méretezzük, akkor a teljes sávon megvalósítható vele az antenna illesztése.
A televíziós vételtechnikában a mai napig használják, a földfelszíni DVB-T antennák illesztését vasmagos balunnal oldják meg. Mivel itt szélesebb sávot használnak, 470 - 790 MHz, sávközépi hangolásnál a sávszélek frekvenciaeltérése 30% körüli, ezért a vasmagja lerontott jósági tényezőjű anyagból készül. Ezáltal a sávszélesség megnövekedett, a keletkezett nagyobb vasveszteséget pedig a televíziók bemeneti előerősítője kompenzálni tudja. 